# Sara Ulrik
Sara Birgitte Ulrik, född Tscherning 9 juli 1855, död 22 maj 1916 i Köpenhamn, var en dansk konstnär (målare).
Hon är främst känd för sina blomstermotiv. 
Hon var syster till målaren Anthonore Christensen och kirurgen Eilert Tscherning.